# Хелън Келър
Хелън Адамс Келър (на английски: Helen Adams Keller) е американска писателка, политическа активистка и лекторка. Тя е първият глух и сляп човек, получил бакалавърска степен в изкуствата.
Историята за това как нейната учителка, Ан Съливън, успява да разбие изолираността на малкото момиченце, породена от липсата на езиков контакт, и му помага да се развие, учейки го да комуникира, става световноизвестна, чрез многобройните драматизации в театъра и филмовата продукция „Чудодейката“ (на английски: The Miracle Worker).
Като плодовит автор Хелън Келър пътува много и бива подкрепена в усилията си срещу войната. Като член на социалистическата партия в Америка и виден лобист тя се бори за каузи като правото на жените да гласуват, правата на работниците, социализма и други.

## Ранно детство и заболяване
Хелън Адамс Келър е родена на 27 юни 1880 година в градчето Тъскъмбия, щата Алабама, САЩ. Семейството ѝ живее в имението Айви Грийн (Avy Green), което дядото на Хелън е построил няколко десетилетия по-рано. Бащата на Хелън, Артър Келър, работи няколко години като редактор за Tuscumbia North Alabamian, местния вестник, и служи като капитан в Конфедерацията. Бабата на Хелън по бащина линия е втора братовчедка на Робърт E. Лий. Майката на Хелън, Кейт Адамс, е била дъщеря на Чарлс Адамс. Произхождащ от района на Масачузетс, Чарлс Адамс също се е сражавал като войник от армията на Конфедерацията по време на гражданската война в Америка и бива издигнат до ранг бригаден-генерал.
Фамилията на Хелън по бащина линия може да бъде проследена до Каспър Келър, жител на Швейцария. По стечение на обстоятелствата един от швейцарските предци на Хелън е бил първият преподавател на глухи в Цюрих. Хелън отразява тези обстоятелства в първата си автобиография, като започва с израза: „няма крал, който да няма потекло на роб, както няма и роб без потекло на крал.“
Хелън Келър не е родена сляпа и глуха; развива се нормално до 19-месечна възраст, когато се разболява от болест, описана от лекарите ѝ като „остро възпаление на стомаха и мозъка“, което може да се свърже със скарлатина или менингит. Заболяването ѝ не трае дълго време, но последиците от него са, че момичето остава глухо и сляпо. По това време тя успява да комуникира с Марта Уошингтън, шестгодишната дъщеря на семейния готвач, която разбира знаците ѝ; на 7-годишна възраст Хелън владее над 60 знака, с помощта на които успява да комуникира със семейството си и персонала.
През 1886 година майка ѝ, вдъхновена от публикация на Чарлз Дикенс, Американски записки, за успешното обучение на друго дете в подобно състояние, на име Лаура Бригман, изпраща малката Хелън, съпроводена от баща ѝ, в търсенето на д-р Дж. Джулиян Чисълм, специалист по уши, нос, гърло, практикуващ в Балтимор, вследствие на което той ги свързва с Александър Бел, който по това време се занимава с глухи деца. Бел им препоръчва да се обърнат за помощ към института „Перкинс“ за слепи, разположен в южен Бостън. Майкъл Анаганос, директорът на училището, се обръща към бившата възпитаничка Ан Съливън, която също е обременена със зрението си, и е едва 20-годишна, с молба да стане инструктор на Хелън. Това дава началото на една дълга връзка, траеща цели 49 години, преминаваща през гувернантство, последвано от приятелство.
Ан Съливън, пристига в дома на Келър през март 1887 година и веднага започва с обучението на Хелън, да комуникира чрез произнасяне на думи, с помощта на знаци върху дланта ѝ, като започва с „к-у-к-л-а“, за думата кукла, която Ан ѝ е донесла като подарък. Големият пробив на Келър в комуникацията идва през следващия месец, когато тя осъзнава, че движенията върху ръката ѝ, които прави нейната учителка, са свързани с усещането от другата ѝ ръка, върху която тече вода, и тя разбира смисъла на думата „вода“; след което, почти изтощава Съливън, настоявайки, да научи имената на всичките ѝ познати предмети, които я заобикалят.
Поради изпъкналост на лявото ѝ око Келър често е фотографирана в профил. Като вече възрастна, и двете ѝ очи биват заменени със стъклени, поради „медицински и козметични причини“.

## Официално образование
След постъпването си през май 1888 година, Хелън Келър успява да завърши института „Перкинс“ за слепи. През 1894 година Хелън и Ан Съливън се местят в Ню Йорк, в училище „Wright-Humason“ за глухи. През 1896 година се завръщат в Масачузетс и Келър постъпва в училището за млади дами Кембридж, преди да бъде приета през 1900 година в колежа „Радклиф“. Почитателят ѝ Марк Твен я представя на петролния магнат Хенри Роджърс, който заедно със съпругата си, плаща обучението ѝ. През 1904 година, на 24-годишна възраст, Келър завършва „Радклиф“, като става първият глух човек, който е получил бакалавърска степен в изкуствата. Тя поддържа връзка с австрийския философ и педагог Вилхелм Джерусалим, който е един от първите, които откриват таланта ѝ в литературата.

## Компаньонство
Ан Съливън остава неин партьор, дълго след като е изучила Хелън. Ан се омъжва за Джон Мейси, през 1905 година, а здравето ѝ започва да се влошава през 1914 година. За домакиня наемат Поли Томсън, млада жена от Шотландия, която няма опит в грижите към слепи или глухи хора. Тя успява да се научи да работи и заема длъжност секретарка, а впоследствие става придружител на Келър.
Келър се мести във Форест Хилс, заедно с Ан и Джон, и използва къщата като база за създаването на фондация за слепи в Америка.
След като Ан умира през 1936 година, Келър и Томсън се местят в Кънектикът. Заедно обикалят и набират средства за слепите хора. През 1957 година Томсън получава удар, от който не успява да се възстанови, и умира през 1960 година.
Уейни Корбъли, сестра, която е наета да се грижи за Поли Томсън през 1957 година, остава като придружител на Келър до смъртта ѝ.

## Политическа дейност
Келър се превръща в световноизвестен автор и оратор. Тя е запомнена с това, че е защитник на хора в неравноправно състояние. Тя се изгражда като пацифист, опонент на Удроу Уилсън, социалист радикал и поддръжник на контрола върху раждаемостта. През 1915 година заедно с Джордж Кеслър основава организацията Helen Keller International (HKI). Организацията е съсредоточена върху изследването на зрението, здравето и правилното хранене. През 1920 година тя помага за основаването на Американския съюз за граждански права (ACLU). Келър и Съливън пътуват в над 39 страни, като осъществяват няколко пътувания до Япония и се превръщат в любимки на японския народ. Келър се запознава с всички американски президенти, от Гроувър Кливланд до Линдън Джонсън, и е приятел на много от популярните личности на онова време, включително Александър Бел, Чарли Чаплин и Марк Твен.
Келър е била член на социалистическата партия, чрез своята кампания и статии за работническата партия в периода от 1909 до 1921 година Била е поддръжник на кандидата на социалистическата партия Юджийн Дебс по време на президентските избори, на които той се явява.
Келър и нейният приятел Марк Твен са смятани за крайно радикални в навечерието на 20 век, вследствие на което политическите им възгледи са били забравяни или често изменяни. Един от вестникарските журналисти, възхищавал се на нейния дух, преди тя да изрази политическите си възгледи, впоследствие обръща огромно внимание на нейните слабости и недъзи.

## Книги
Хелън Келър написва и издава общо 12 книги и няколко публикации в медиите.
Едно от първите неща, които тя пише, когато е едва 11-годишна, е „Кралят Скреж“ (на английски: The Frost King), написана през 1891 година. Има твърдения, че историята е открадната от „Скрежните феи“ (The Frost Fairies) от Маргарет Канби. Последвалото разследване разкрива, че Келър може да е страдала от криптомнезия (cryptomnesia), и разказът да ѝ е бил прочетен, но да е забравила за това, докато в паметта ѝ са останали подробности от него.
На 22-годишна възраст Келър публикува автобиографията си, „Историята на моя живот“ (1903), с помощта на Съливън и съпруга ѝ, Джон Мейси. Включва нейни фрази и историята на живота ѝ до нейната 21-годишна възраст, и е написана по времето, когато е била в колеж.
Келър написва „Светът, в който живея“ през 1908 година, като представя на читателите си своите чувства от живота в този неин свят. „Отвъд тъмнината“ е поредица от есета, посветени на социализма, която бива публикувана през 1913 година.
Нейната духовна автобиография, „Моята религия“, е публикувана през 1927 година и дава началото на „Светлина в моята тъмнота“. В общи линии тя защитава учението на Емануел Сведенборг.

## Кучето Акита
Когато Келър посещава префектура Акита в Япония през юли 1937 година, тя разбира за Хачико, популярно куче Акита, умряло през 1935 година. Тя споменава пред местен жител, че желае да си има куче Акита; един месец след което тя получава едно на име Камикадзе. Когато кучето ѝ умира от заболяване, ѝ подаряват неговия брат, на име Кенсан, официален подарък от японското правителство, връчен ѝ през юли 1938 година.

## Последни години
Келър преживява поредица от сърдечни удари през 1961 година и прекарва останалите години от живота си, без да напуска за дълго дома си.
На 14 септември 1964 година президентът Линдън Джонсън награждава Хелън с Президентски медал на Свободата, един от двата най-високо почитани ордени, давани на цивилни в САЩ. През 1965 година тя бива избрана за член на Националната женска зала на славата в Ню Йорк.
Келър посвещава голяма част от живота си на Американската фондация за слепи.
Хелън Келър умира в съня си на 1 юни 1968 година. Литургия в нейна памет е отдадена в Националната катедрала във Вашингтон. Тленните ѝ останки биват положени до тези на нейната спътница Ан Съливън и до Поли Томсън.

## Портрети
Животът на Келър е представян в множество продукции. Образът ѝ се появява в немия филм Deliverance (1919), който разказва историята ѝ, по един меланхоличен и алегоричен начин.
Тя е била представяна и в документалната поредица „Хелън Келър и историята ѝ“ с водещ Катрин Корнъл и в „Историята на Хелън Келър“, част от продукция за американските знаменитости на компания Hearst Entertainment.
„Чудодейката“ е заимстван от автобиографията ѝ, „Историята на моя живот“. Представлява низ от драми, всяка от които описва връзката между Келър и Съливън, показващи как учителката ѝ я изважда от състояние на почти дивашка безпомощност и я поставя в една среда на образованост, деятелност и образ на интелектуална знаменитост. Най-често заглавието се свързва с описанието на Марк Твен, който с възхищение нарича Ан Съливън „чудодейката“. За първи път творбата е представена като пиеса през 1957 година, в телевизионното предаване Playhouse 90. Малко по-късно е адаптирана в театрална постановка на Бродуей през 1959 година, а след това и във филм, получил награда Оскар през 1962 година, с участието на Ан Банкрофт и Пати Дюк. Има и два телевизионни римейка – от 1979 и 2000 година.
През 1984 година животът на Хелън Келър е описан в телевизионен филм, озаглавен „Чудото продължава“. Този филм е своеобразно продължение на „Чудодейката“, разкриващ живота на Келър като възрастна. Нито една от предходните версии на филма не набляга върху важните моменти от живота ѝ, които я превръщат в една влиятелна личност, до изданието на Дисни от 2000 година, в края на който се говори за живота и активността ѝ като възрастна.
На 6 март 2008 година Историческият институт Нова Англия обявява, че член на персонала е открил стара фотография от 1888 година, показваща Хелън и Ан, публикувана десетилетия по-рано, но впоследствие забравена. Уловен е момент, показващ Хелън, която държи една от своите кукли, и се смята, че това е най-ранната оцеляла снимка на Ан.

## Посмъртни отличия
През 1999 година Келър е включена в списъка на Галъп за „Най-влиятелните и уважавани хора на 20 век“.
През 2003 година щатът Алабама почита паметта ѝ чрез издаване на юбилейна монета с нейния лик.
Болницата „Хелън Келър“ в Шефилд, щата Алабама, е построена в нейна чест.
Има улици, носещи името на Хелън Келър в Гетафи, Испания, и Лод, Израел.
Заведение за предучилищна подготовка, за глухи и трудно чуващи деца в Мейсур, Индия, е кръстено на нейно име от създателя му K. K. Шринивасан.
На 7 октомври 2009 година бронзова статуя на Хелън Келър е поставена в Националната зала на статуите, като замества тази на Джабез Ламар Монро Къри. Статуята представя Хелън като 7-годишно дете, стоящо до водна помпа. Статуята символизира момента от живота на Келър, в който тя разбира смисъла на първата си дума: В-О-Д-А, изписана в дланта ѝ, от нейната учителка Ан Съливън. В основата на статуята са изписани с брайловото писмо следните думи: „Най-добрите и хубави неща на света, не могат да се видят или докоснат, а трябва да се почувстват със сърцето.“